# Zweihäusige Segge
Die Zweihäusige Segge (Carex dioica) ist eine Pflanzenart aus der Gattung der Seggen (Carex) innerhalb der Familie der Sauergrasgewächse (Cyperaceae). Sie ist in Eurasien verbreitet.

## Beschreibung

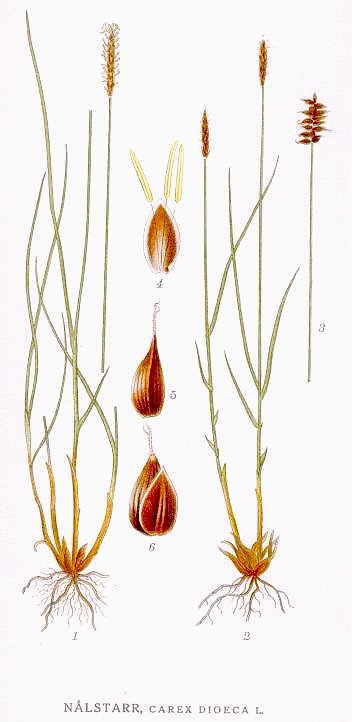
Illustration

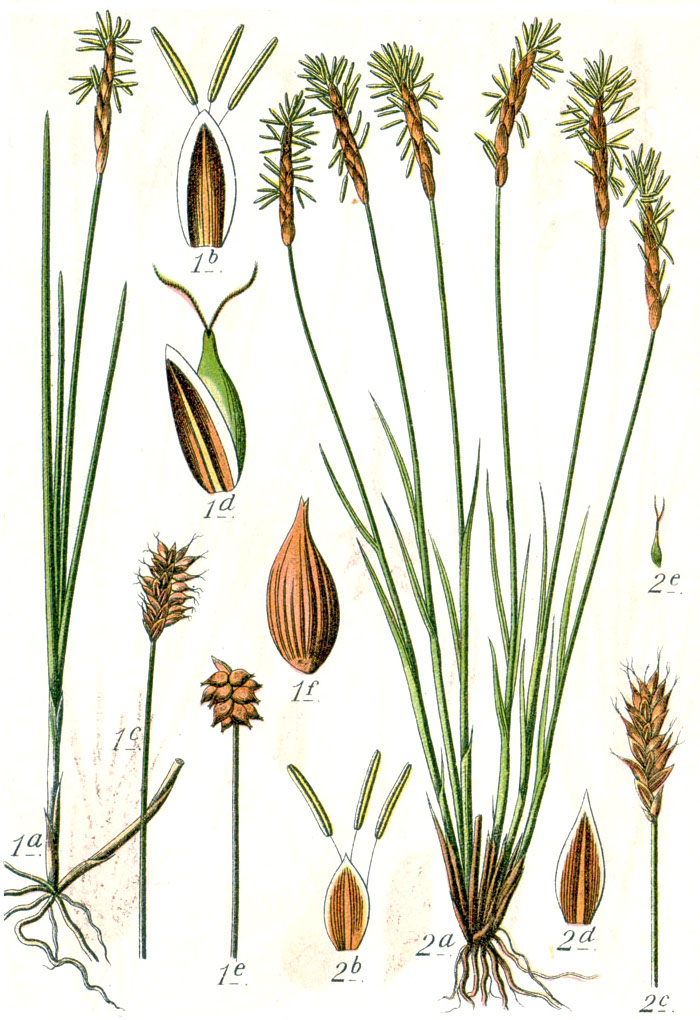
Illustration: Zweihäusige Segge (Carex dioica, links, 1a bis 1f). Rechts ist Davalls Segge (Carex davalliana, 2a bis 2e) dargestellt.

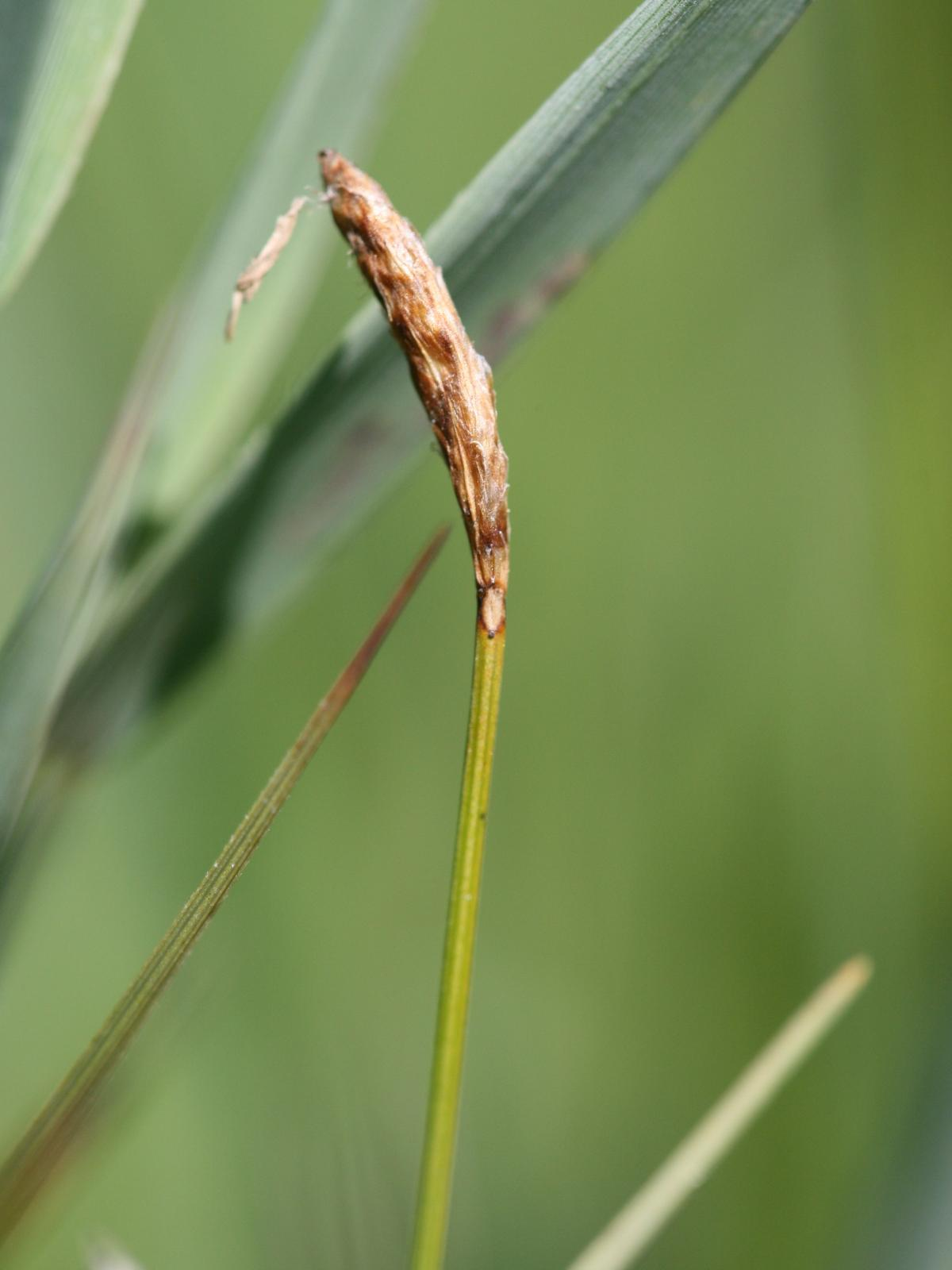
Männlicher Blütenstand

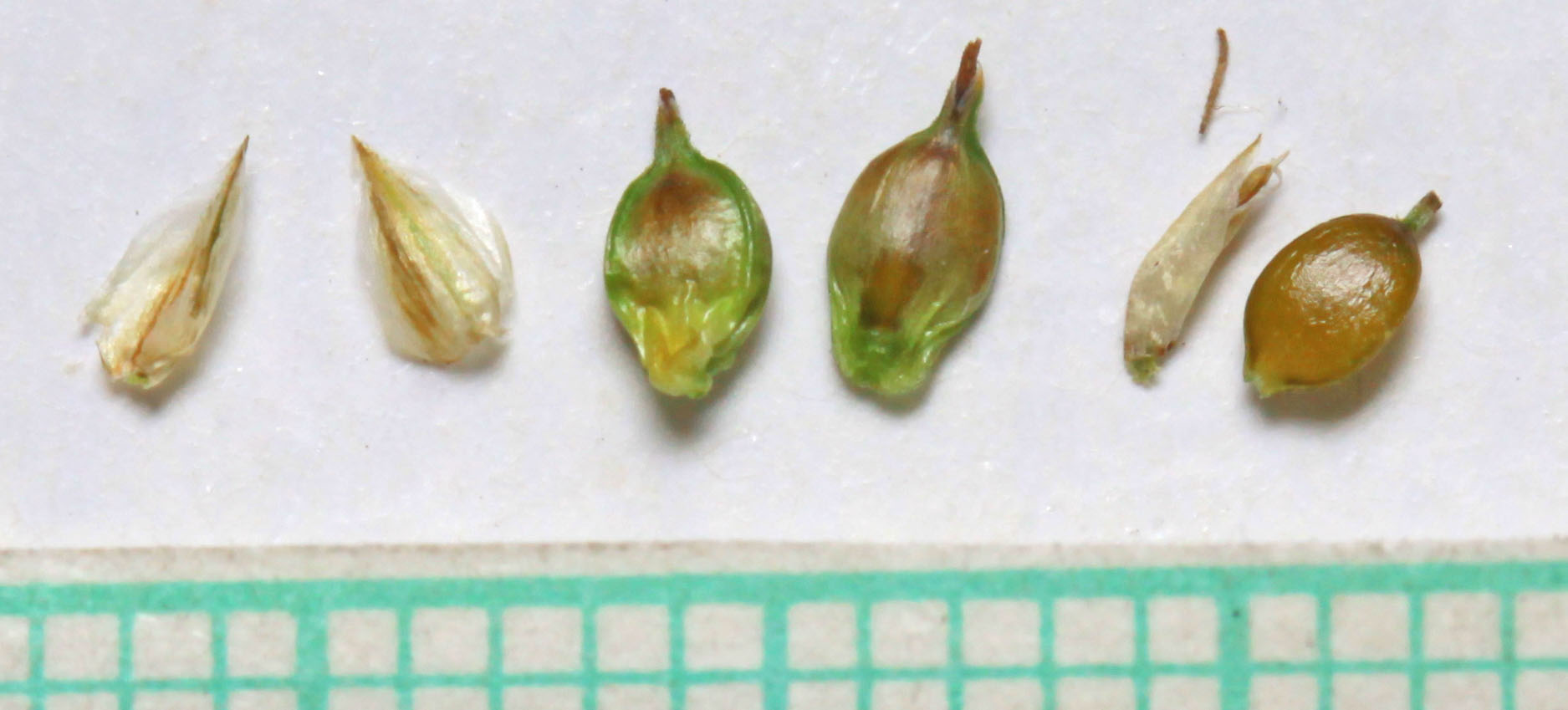
Früchte

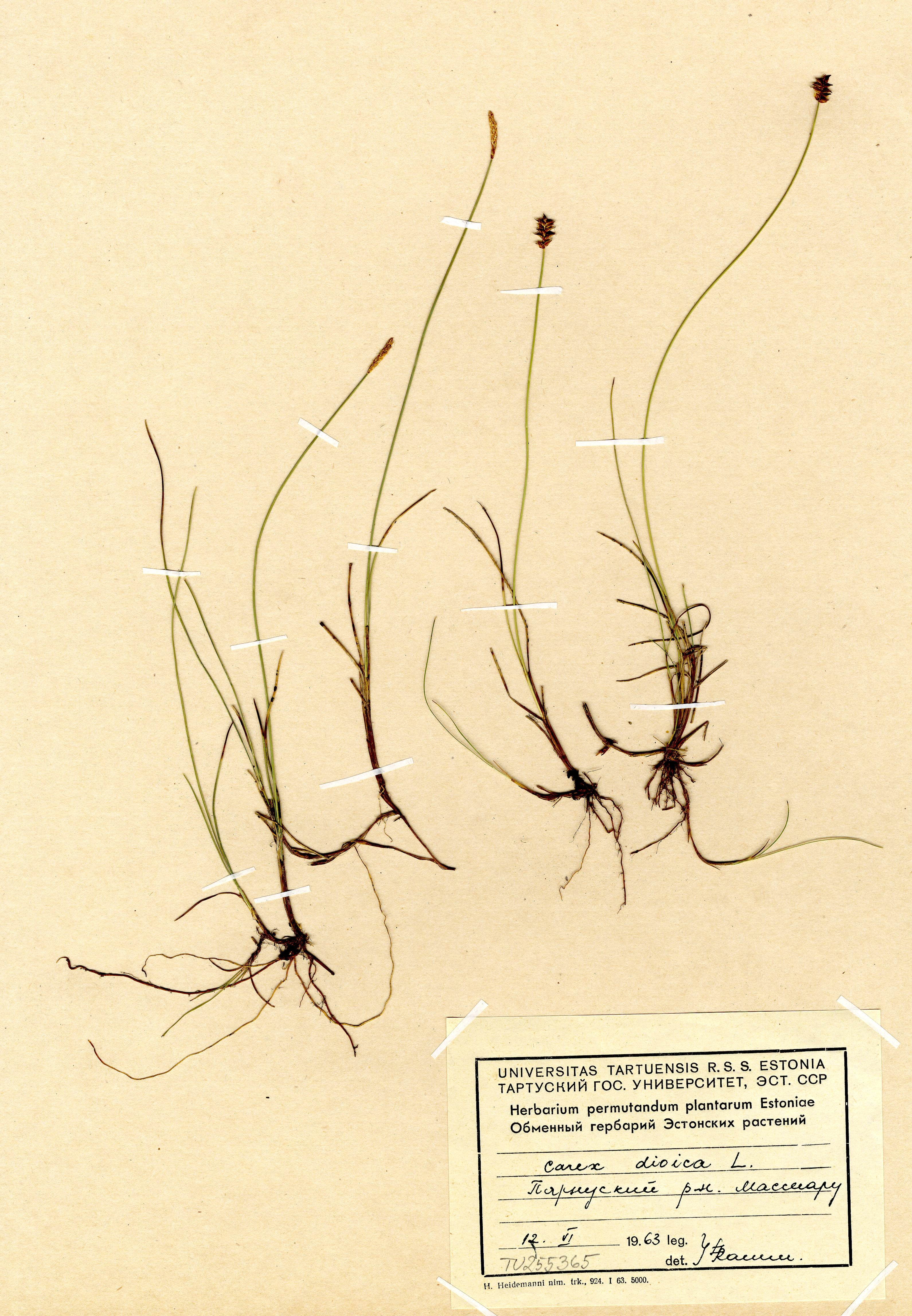
Herbarexemplare; bitte keine Exemplare aus Wildbeständen entnehmen!

### Vegetative Merkmale
Carex dioica ist eine ausdauernde krautige Pflanze und bei Wuchshöhen von 5 bis 25, selten bis zu 30 Zentimetern „kleinwüchsig“. Sie bildet bis zu 10 Zentimeter lange Ausläufer, aber keine Horste. Die einzeln und aufrecht stehenden Stängel sind etwa 0,5 Millimeter dick, meist glatt und nur am Grund beblättert. Die abgestorbenen Blattscheiden sind hellbraun. Die Blattspreiten stehen ziemlich straff aufrecht, sind borstlich rinnig und höchstens 1 Millimeter breit.

### Generative Merkmale
Die Blütezeit reicht von April bis Mai. Carex dioica ist zweihäusig getrenntgeschlechtig (diözisch); sie bildet rein weibliche und rein männliche Exemplare aus. Die Stängel enden am oberen Ende in einem bis etwa 1,5 Zentimeter langen, ährigen Blütenstand. Die Schläuche der weiblichen Blüten sind bei einer Länge von ungefähr 3,5 Millimetern sowie einer Breite von etwa 1,5 Millimetern ellipsoid-linsenförmig und beiderseits zugespitzt, sowie ziemlich plötzlich in einen kurzen Schnabel verschmälert. Die Spelzen der weiblichen Blüten sind bei einer Länge von 2,5 bis 4 Millimetern sowie einer Breite von 2 bis 2,5 Millimetern breit-eiförmig mit ziemlich stumpfem oberen Ende, rost-braun und an den Rändern breit weißhäutig. Der weibliche Blütenstand ist länglich-eiförmig und an der rot-braunen Farbe der Spelzen erkenntlich. Die männlichen Ähren sind dagegen bei einer Länge von bis zu 16 Millimetern sowie einer Breite von etwa 2 Millimetern schlank-zylindrisch. Ihre hell-braune Spelzen sind etwa 3 Millimeter lang sowie einer Breite von etwa 1 Millimeter breit sind. Die dunkel-braunen Fruchtschläuche sind zur Fruchtzeit horizontal abstehend und nicht herabgeschlagen; sie sind bei einer Länge von 3 bis 4 Millimetern sowie einer Breite von etwa 1,5 Millimetern im Umriss eiförmig und ziemlich plötzlich in den kurzen Schnabel zusammengezogen.
Die Chromosomenzahl beträgt 2n = 52.

## Ökologie
Die Zweihäusige Segge ist ein niedriger Rhizom-Geophyt mit einem kriechenden Rhizom, der sich auch vegetativ durch Ausläufer vermehren kann. Die borstenförmigen Laubblätter können als Trockenheitsanpassung gedeutet werden.
Die Bestäubung erfolgt durch den Wind. Die Fruchtschläuche unterliegen der Schwimmausbreitung mit einer Schwimmdauer von über 15 Monaten; daneben erfolgen eine Klettausbreitung und eine Wasserhaft-Ausbreitung durch Vögel. Die schwimmfähigen Früchte werden durch ihre leichte Klebwirkung zumeist durch Vögel oder durch das Wasser ausgebreitet.

## Vorkommen und Gefährdung
Die Zweihäusige Segge ist vorwiegend ein boreal-arktisches, zirkumpolares Florenelement. Sie ist in Eurasien von Portugal im Westen bis Sibirien und die zentralasiatischen Gebirge weitverbreitet. Sie kommt vereinzelt bis nach Westasien vor. Sie fehlt weitgehend im Norden Europas bis zum Nordkap und auf Island, ebenso in Südeuropa, beispielsweise in Spanien und in Italien südlich der Alpen. Im Tiefland Mitteleuropas, vor allem westlich der Elbe, ist sie selten; in den niederschlagsreichen Mittelgebirgen sehr selten; im Bayerischen Wald, im Alpenvorland und in den tiefen Lagen der Alpen (bis etwa 1700 Metern) kommt sie zerstreut vor, ohne dass auffällige Bestände entstehen. In den Alpen steigt sie in Bayern bis auf Höhenlagen von 1690 Metern; sie erreicht in Graubünden Höhenlagen von 2300 Metern, in Südtirol am Schlern 2450 Meter.
Die basenholde Zweihäusige Segge besiedelt zumeist nährstoffarme Moore (Flach- und Zwischenmoore) und Moorwälder, aber auch moorige Wiesen entlang von Gewässern, manchmal auch an moorigen Streuwiesen. Sie kann pflanzensoziologisch als Kennart der Assoziation Campylio-Caricetum dioicae angesehen werden.
Die Zweihäusige Segge wächst in Mitteleuropa in Nieder- und Zwischenmooren auf vornehmlich staunassen, basenreichen, oft etwas kalkhaltigen und daher nur mild bis mäßig sauren, torfigen Böden.
Die ökologischen Zeigerwerte nach Landolt et al. 2010 sind in der Schweiz: Feuchtezahl F = 4+w (nass aber mäßig wechselnd), Lichtzahl L = 4 (hell), Reaktionszahl R = 3 (schwach sauer bis neutral), Temperaturzahl T = 3 (montan), Nährstoffzahl N = 2 (nährstoffarm), Kontinentalitätszahl K = 3 (subozeanisch bis subkontinental).
Deutschlandweit steht die Zweihäusige Segge auf der Roten Liste der Gefäßpflanzen und ist dort nach Metzing et al. 2018 in Kategorie 2 als „stark gefährdet“ eingestuft, unverändert zur Liste von 1998. In Deutschland gehen ihre Bestände stark zurück. Zudem sind die einzelnen Populationen meist stark fragmentiert und weit voneinander entfernt. Gründe für das zunehmende Verschwinden sind u. a. die Entwässerung und Aufforstung von Moorstandorten und deren Abbau. Auch durch die nachlassende Erhaltung von nährstoffarmen Feuchtwiesen und extensiver Beweidung solcher trägt dazu bei. In der Schweiz gilt die Zweihäusige Segge als „verletzlich“ = „Vulnerable“ = VU. In der Österreich gilt die Zweihäusige Segge als VU = „Vulnerable“ = „gefährdet“.

## Taxonomie
Die Erstveröffentlichung von Carex dioica erfolgte 1753 durch Carl von Linné in Species Plantarum, Tomus II, Seite 972. Synonyme für Carex dioica L. sind: Carex dioiscostrongyla St.-Lag. nom. superfl., Carex chlamydea Norman, Carex custoriana Heer, Carex dioica var. androgyna Gray, Carex dioica var. custoriana (Heer) Nyman, Carex dioica subsp. custoriana (Heer) K.Richt., Carex dioica var. elongata Gray, Carex dioica var. isogyna Fr., Carex dioica subsp. isogyna (Fr.) K.Richt., Carex dioica var. metteniana O.Lang, Carex dioica subsp. paralleloides N.Lund. ex Andersson, Carex dioica var. scabrella Fr., Carex dioica var. subcaespitosa O.Lang, Carex laevis Hoppe nom. illeg., Carex linnaeana Host, Carex linnaei Degl., Carex metteniana (O.Lang) C.B.Lehm. ex Schur, Carex nigricans Dewey nom. illeg.

## Trivialnamen
Für die Region Pinzgau ist auch der Trivialname Ritschgras belegt.